# Ductilodon pruitti
Il duttilodonte (Ductilodon pruitti) è un anfibio estinto, appartenente ai nectridei. Visse nel Permiano inferiore (circa 299 - 280 milioni di anni fa) e i suoi resti fossili sono stati ritrovati in Nordamerica.

## Descrizione
Questo animale doveva essere vagamente simile a una grossa salamandra, ma il cranio era completamente differente. Era infatti caratterizzato da lunghe corna dirette all'indietro, simili a quelle che si riscontrano in forme analoghe ma più derivate (Diploceraspis, Diplocaulus). Ductilodon era inoltre ben distinto da queste forme da una combinazione di caratteristiche, che includevano la presenza di orbite ovali, ossa frontali e lacrimali che andavano a formare parte dell'orbita, grandi fosse interpterigoidee, e una fila ricurva di denti paracoanali.

## Classificazione
Descritto per la prima volta nel 1999 da Gubin, Ductilodon è noto per fossili ritrovati in Kansas in terreni del Permiano inferiore (Wolfcampiano). Ductilodon è considerato un rappresentante dei nectridei, un gruppo di anfibi lepospondili adatti alla vita acquatica. In particolare, questo animale dotato di corna sembrerebbe essere stato basale ad altri membri del gruppo più derivati, come Diplocaulus e Diploceraspis. 